# Георги Христов Маламата
Вижте пояснителната страница за други личности с името Георги Христов.
Георги Христов Златков , известен като Маламата или Малама, е български хайдутин и революционер.

## Биография
Маламата е роден през 1851 година в пашмаклийското село Горно Дерекьой, тогава в Османската империя, днес Момчиловци, България. Става хайдутин и хайдутува в Родопите и Беломорието с капитан Петко войвода. След Руско-Турската Освободителна война се преселва в Станимака, Източна Румелия.
В началото на юни 1895 година Петко войвода и Георги Христов като членове на ръководството на Пловдивския македонски комитет, набират в Станимака доброволци за чета. Така Маламата оглавява Станимашката чета, формирана в Пловдив и въоръжена с 8000 лева от Пловдивското македоно-одринско дружество. С нея Маламата участва в Четническата акция на Македонския комитет, взаимодействайки с Трета сярска дружина на поручик Тома Давидов. Окончателно четата е окомплектована в село Лъджене, и оттам минава границата и достига Лещен, Неврокопско. Оттам четниците преминават в Либяхово. Тя наброява 73-ма души, като преобладават изселници от Македония. Научавайки за появата на четата, башибозук от Неврокоп тръгва за да я пресрещне към Либяхово. В разразилото се сражение четата е напълно разбита от превъзхождащия я противник. Една малка част от четниците успяват да си пробият път, след което през Пирин се завръщат и в България. В боя на 20 юли загива войводата Георги Маламата. Местните хора в Либяхово го запомнят като „дядо Георги Маламата“. След 2 – 3 дена либяховци го погребват в местността Шипката и оттогава мястото се нарича „Маламов гроб“.